# Liste des ministres luxembourgeois à la Grande Région
Au Grand-Duché de Luxembourg, le ou la ministre à la Grande Région — ou de la Grande Région — (en luxembourgeois : ministesch fir d'Groussregioun et en allemand : ministerin für die Großregion) est un membre du gouvernement. Elle gère la politique transfrontalière avec les autres pays de la Grande Région.
En ce qui concerne l'organisation du gouvernement, la fonction est créée le 23 juillet 2009 sous le nom de ministre à la Grande Région.

## Ministre à la Grande Région (depuis le 23 juillet 2009)
| № | Image                     | Titulaire                                    | Parti | Parti | Date de début         | Date de fin     | Gouvernement         | Chef du gouvernement |
| - | ------------------------- | -------------------------------------------- | ----- | ----- | --------------------- | --------------- | -------------------- | -------------------- |
| 1 |                           | Jean-Marie Halsdorf (né le 1er février 1957) |       | CSV   | 23 juillet 2009       | 4 décembre 2013 | Juncker-Asselborn II | Jean-Claude Juncker  |
| 2 |                           | Corinne Cahen (née le 16 mai 1973)           |       | DP    | 4 décembre 2013       | 5 décembre 2018 | Bettel-Schneider     | Xavier Bettel        |
| 2 | depuis le 5 décembre 2018 | Corinne Cahen (née le 16 mai 1973)           |       | DP    | Bettel-Schneider-Braz |                 |                      | Xavier Bettel        |